# Tour de Flandes 1993
El Tour de Flandes 1993, la 77.ª edición de esta clásica ciclista belga. Se disputó el 4 de abril de 1993. El vencedor final fue el belga Johan Museeuw, que se impuso en el esprint a Frans Maassen. El tercer fue el italiano Dario Bottaro con unos segundos de distancia.
Se inscribieron 177 corredores, de los cuales acabaron 99.

## Clasificación General
| Posición | Ciclista            | Equipo                    | Tiempo     |
| -------- | ------------------- | ------------------------- | ---------- |
| 1        | Johan Museeuw       | GB-MG Maglificio-Bianchi  | 6h 33' 00" |
| 2        | Frans Maassen       | Wordperfect-Colnago-Decca | m. t.      |
| 3        | Dario Bottaro       | Mecair-Ballan             | + 22"      |
| 4        | Marc Sergeant       | Novemail-Histor           | + 33"      |
| 5        | Maximilian Sciandri | Motorola-Merckx           | + 46"      |
| 6        | Franco Ballerini    | GB-MG Maglificio-Bianchi  | m. t.      |
| 7        | Edwig Van Hooydonck | Wordperfect-Colnago-Decca | m. t.      |
| 8        | Maurizio Fondriest  | Lampre-Polti              | m. t.      |
| 9        | Olaf Ludwig         | Telekom-Merckx            | + 1' 03"   |
| 10       | Johan Capiot        | TVM-Bison Kit             | m. t.      |